# Осада Коринфа (Байрон)
Осада Коринфа (англ. The Siege of Corinth) — трагическая поэма лорда Джорджа Байрона. Главный герой поэмы Альп молодой венецианец, который влюблен в дочь губернатора Франческу Минотти и просит её руки, но старик-отец не даёт согласия.

## История создания

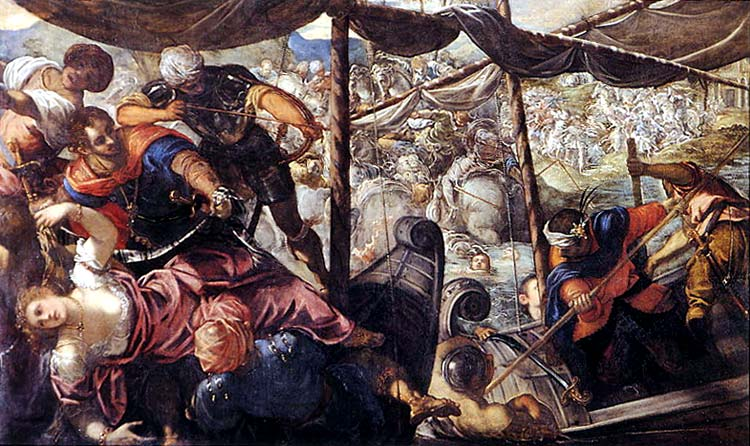
«Битва Венецианцев с турками» кисти художника Тинторетто (ок. 1578)

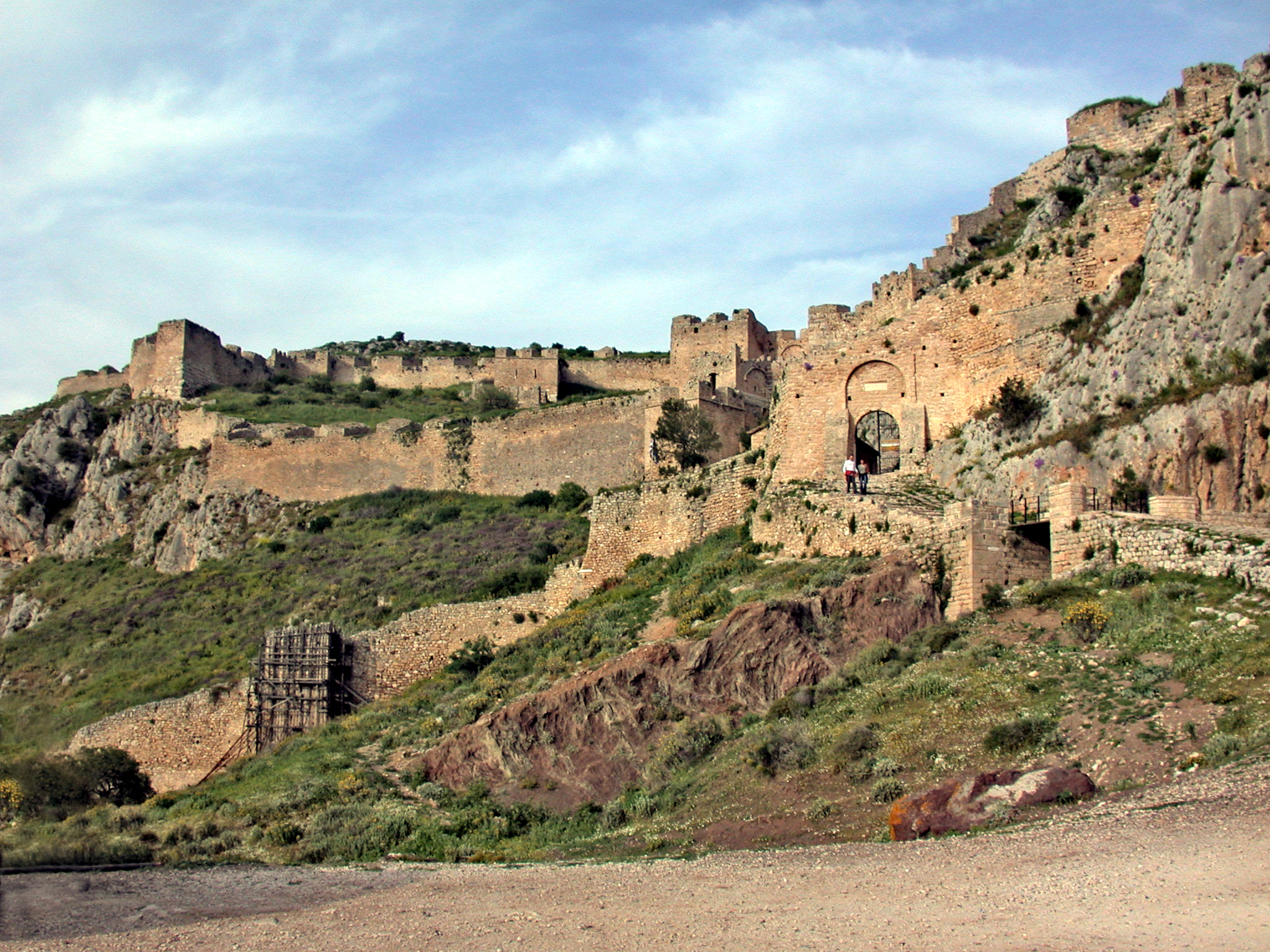
Акрокоринф

Поэма опубликована в 1816 году Джоном Мюрреем в Лондоне вместе со стихотворением «Паризина», он был вдохновлен османской резней венецианского гарнизона, удерживающий Акрокоринф в 1715 году — во время османского покорения Мореи в эпоху османско-венецианских войн.

## Сюжет

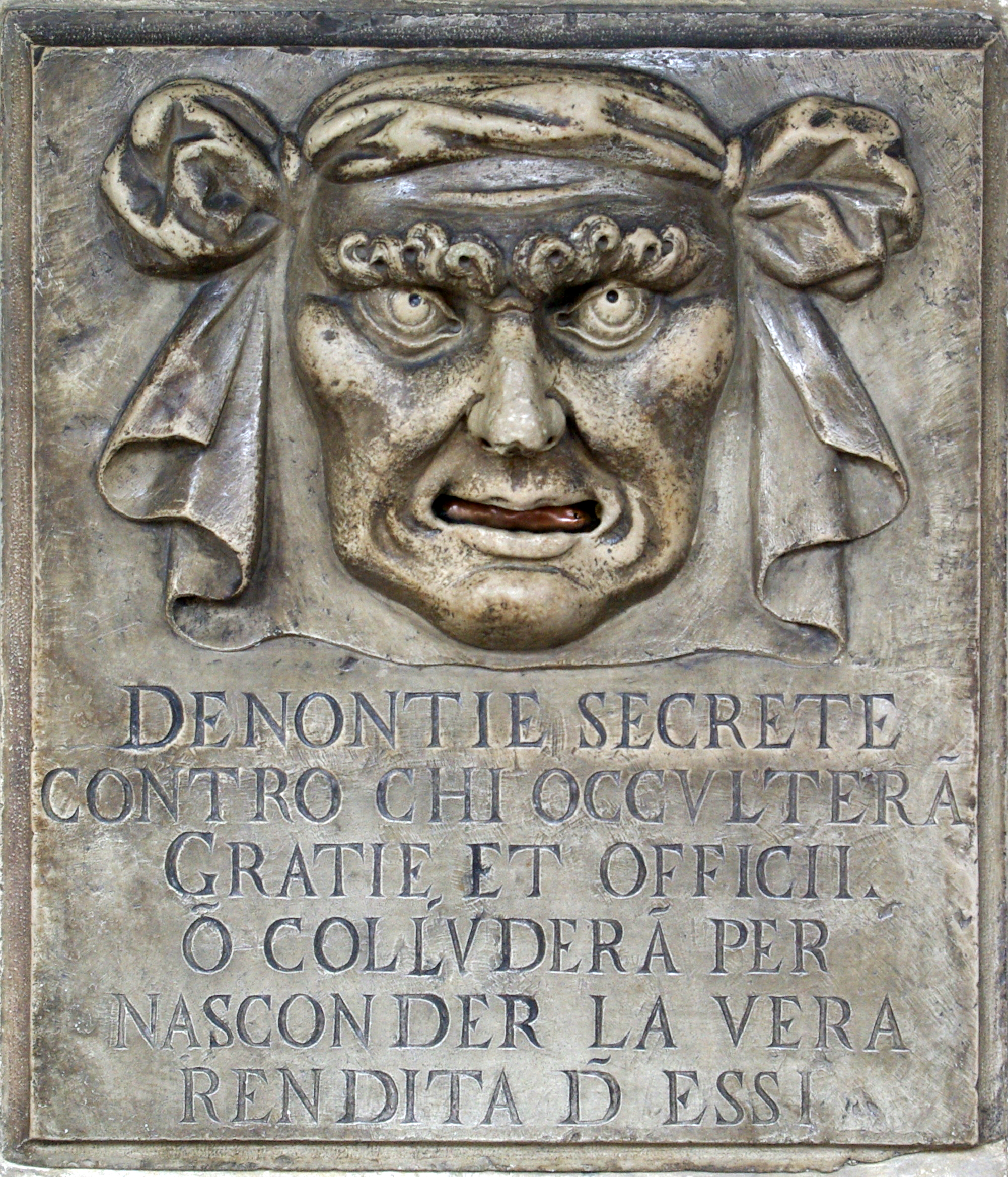
Почтовый ящик «Львиная пасть» для анонимных доносов во Дворце Дожей в Венеции, Италия.

Значительная часть поэмы описывает штурм крепости, всевозможных способов заставить непокорный Коринф сдаться.
Байрон повествует о последней, отчаянной защите венецианцев в тот день, когда османская армия штурмовала Акрокоринф: раскрывая завершающие сцены конфликта глазами Альпа (венецианский отступник, воевавший на стороне османов) и Франческу (красивая дочь губернатора) венецианского гарнизона: Минотти).
Альп, который сильно любил и просил руки Франчески ранее был отвержен её отцом Минотти, позже бежал из Венецианской империи после того, как анонимные обвинители ложно осудили его через печально известную «Львиную пасть» во дворце дожей. Вступив в армию под турецким флагом, он отвергает как свою родину, так и свою религию, а также свое старое имя Ланчотто, но в ночь перед последним наступлением сама Франческа бросила ему вызов, чтобы он раскаялась в своем отступничестве, простил своих обвинителей и спас венецианский гарнизон от неминуемой резни.
Возникшая моральная дилемма Альпа, а именно: простить тех, кто несправедливо обвинил его, и спасти жизни его врагов; или продолжать мстить Венеции, используя все турецкие силы под его командованием — это кульминация развернувшийся драмы, когда битва между османами и венецианцами подходит к своему завершению.
Не позабыл и Альп-злодей
О славе этих чудных дней.
Бродя в безмолвии ночном,
Он вспомнил в мыслях о былом,
О тех героях старины,
Чья кровь лилась за честь страны.
И этой думою смущён,
Он сознавал, как жалок он,
Предатель, обнаживший меч
Против отчизны в шуме сеч,
Притекший поприщем измен
На святотатный приступ стен.
О, так ли в битву шли с врагом
Вожди, чей прах почил кругом?
Они вели фаланги в бой
В защиту родины святой;
Они погибли, но жива
Их вечной доблести молва.

## Переводы на русский язык
- Впервые отдельные фрагменты поэмы начали переводить на русский язык в 1820-е годы Н. Т. Каченовским и А. Ф. Воейковым.
- Затем поэма была переведена и опубликована И. И. Козловым в 1829 году.
- Следующий перевод поэмы был напечатан в Вестнике Европы Н. В. Гербелем за 1873 год.
- Одним из наиболее известных переводов поэмы является Дмитрия Мина, опубликованный в 1875 году[2][3].